# Trhové Sviny
Trhové Sviny là một thị trấn thuộc huyện České Budějovice, vùng Jihočeský, Cộng hòa Séc.